# Buggenhagen
Buggenhagen – gmina w Niemczech w kraju związkowym Meklemburgia-Pomorze Przednie, w powiecie Vorpommern-Greifswald, wchodzi w skład Związku Gmin Am Peenestrom. Mała część gminy położona jest na terenie Parku Krajobrazowego Wyspy Uznam (Naturpark Insel Usedom). W części wschodniej gmina graniczy z cieśniną Piana (Peenestrom).
Na południe od gminy przebiega droga krajowa B110.